# Hoa hậu Châu Âu

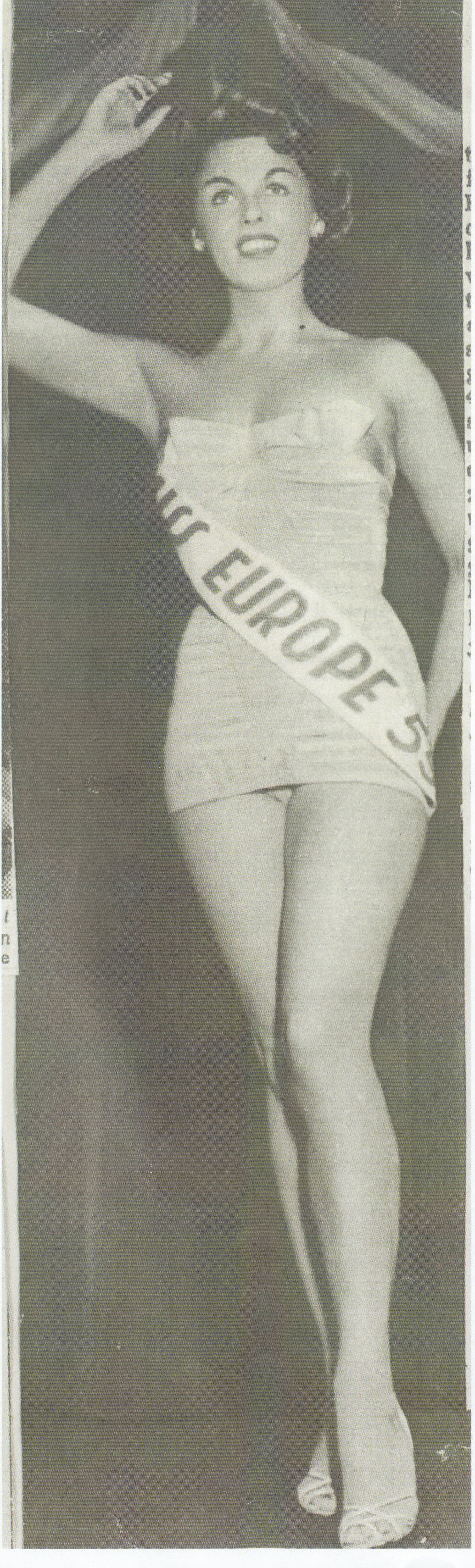
Miss Europe 1954–55, Christel Schaack

Hoa hậu Châu Âu là một cuộc thi sắc đẹp danh cho phụ nữ đến từ các quốc gia châu Âu. Cuộc thi được thành lập vào tháng 2 năm 1927 bởi nhà phân phối Fanamet - của Paramount Pictures. Cuộc thi như một sự kiện mà người chiến thắng sẽ được đảm nhận vai chính trong bộ phim của đạo diễn Friedrich Wilhelm Murnau. Nhưng sau đó mười hai vị giám khảo đã không thể tìm ra được người chiến thắng trong mười cô gái, vì thế ban tổ chức đã để Murnau chọn người chiến thắng. Murnau cuối cùng đã chọn Štefica Vidačić của Nam Tư là người chiến thắng và là Hoa hậu Châu Âu đầu tiên, nhưng cuộc thi sự kiện này chỉ diễn ra một lần duy nhất. Cho đến khi một nhà báo người Pháp ông Maurice de Waleffe (1874–1946) tái lập cuộc thi vào tháng 12 năm 1928.
Khi chiến tranh Thế giới lần thứ 2 bùng nổ, cuộc thi bị trì hoãn và đình trệ. Sau khi Waleffe qua đời, cuộc thi được tiếp thị bản quyền bởi Roger Zeiler và Claude Berr - người thành lập Tổ chức Sự kiện Mondial (MEO). Berr mất năm 1981, sau đó vào năm 2003, Roger Zeiler bán giấy phép bản quyền cuộc thi cho Endemol France, một bộ phận của công ty sản xuất truyền hình Hà Lan tên là Endemol. Năm 2007 đến 2009, cuộc thi được thông báo sẽ tổ chức ở nhiều địa điểm khác nhau như Moscow và Beirut nhưng nó đã không xảy ra vì họ phải dừng cuộc thi sau năm 2006 do các vấn đề nội bộ với tổ chức.
Năm 2016, cuộc thi được "tấp lập" bởi Tổ chức Hoa hậu Châu Âu mới thành lập, ban đầu có trụ sở chính tại Luân Đôn nhưng sau đó chuyển đến Edinburgh, Scotland. Trong ấn bản đầu tiền do Tổ chức Hoa hậu Châu Âu vào năm 2016, thì người dành chiến thắng ấn bản này cũng đội chiếc vương miện mà các Hoa hậu tiền nhiệm đã từng đội, rõ ràng Tổ chức Hoa hậu Châu Âu đã có mối liên kết với các nhà tổ chức của cuộc thi trong quá khứ.
Dương kim Hoa hậu Châu Âu là Anastasia Prodanov đến từ Serbia, người đã đăng quang trong Liên hoan Cannes tại Cannes, Pháp vào ngày 13 tháng 7 năm 2021.

## Danh sách Hoa hậu
| Năm  | Hoa hậu Châu Âu                                                  | Địa điểm tổ chức               | Thí sinh tham gia |
| ---- | ---------------------------------------------------------------- | ------------------------------ | ----------------- |
| 1927 | Štefica Vidačić · Nam Tư                                         | Vienna/Berlin, Áo/Đức          | 10                |
| 1929 | Erzsébet "Böske" Simon · Hungary                                 | Paris, Pháp                    | 18                |
| 1930 | Aliki Diplarakou Bản mẫu:Country data Second Hellenic Republic   | Paris, Pháp                    | 19                |
| 1931 | Jeanne Juilla · Pháp                                             | Paris, Pháp                    | 16                |
| 1932 | Åse Clausen · Đan Mạch                                           | Nice, Pháp                     | 15                |
| 1933 | Tatiana Maslova · Nga                                            | Madrid, Tây Ban Nha            | 14                |
| 1934 | Ester Toivonen · Phần Lan                                        | Hastings, Anh Quốc             | 16                |
| 1935 | Alicia Navarro · Spain                                           | Paris, Pháp                    | 15                |
| 1936 | Antonia Arqués · Spain                                           | Tunis, Pháp bảo hộ Tunisia     | 15                |
| 1937 | Britta Wikström · Phần Lan                                       | Algiers, Algéria thuộc Pháp    | 9                 |
| 1938 | Sirkka Salonen · Phần Lan                                        | Copenhagen, Đan Mạch           | 12                |
| 1939 | Italia Brandonisio · Ý                                           | Milan, Ý                       | Không xác định    |
| 1947 | Yvette Draux · Bỉ                                                | London, Anh Quốc               | Không xác định    |
| 1948 | Jacqueline Donny · Pháp                                          | Enghien-les-Bains, Italy       | 12                |
| 1949 | Juliette Figueras · Pháp                                         | Palermo, Ý                     | 11                |
| 1950 | Hanni Schall · Áo                                                | Rimini, Ý                      | 14                |
| 1952 | Günseli Başar · Thổ Nhĩ Kỳ                                       | Naples, Italy                  | 14                |
| 1953 | Eloisa Cianni · Ý                                                | Istanbul, Turkey               | 13                |
| 1954 | Christel Schaack (truất ngôi) · Germany                          | Vichy, France                  | 13                |
| 1955 | Inga-Britt Söderberg · Phần Lan                                  | Helsinki, Finland              | 13                |
| 1956 | Margit Nünke · Đức                                               | Stockholm, Sweden              | 13                |
| 1957 | Corine Rottschäfer · Hà Lan                                      | Baden-Baden, Germany           | 15                |
| 1958 | Johanna Ehrenstrasser · Áo                                       | Istanbul, Turkey               | 15                |
| 1959 | Christine Spatzier · Áo                                          | Palermo, Italy                 | 15                |
| 1960 | Anna Ranalli · Ý                                                 | Beirut, Lebanon                | 17                |
| 1961 | Ingrun Helgard Möckel · Germany                                  | Beirut, Lebanon                | 17                |
| 1962 | Maruja García Nicoláu · Tây Ban Nha                              | Beirut, Lebanon                | 17                |
| 1963 | Mette Stenstad · Na Uy                                           | Beirut, Lebanon                | 18                |
| 1964 | Elly Koot · Hà Lan                                               | Beirut, Lebanon                | 17                |
| 1965 | Juliana Herm · Germany                                           | Nice, France                   | 18                |
| 1966 | Maria Dornier · Pháp                                             | Nice, France                   | 18                |
| 1967 | Paquita Torres Pérez · Tây Ban Nha                               | Nice, France                   | 20                |
| 1968 | Leena Marketta Brusiin · Phần Lan                                | Kinshasa, Congo                | 21                |
| 1969 | Saša Zajc Nam Tư                                                 | Rabat, Maroc                   | 21                |
| 1970 | Noelia Alfonso Cabrera · Spain                                   | Piraeus, Hy Lạp                | 20                |
| 1971 | Filiz Vural · Thổ Nhĩ Kỳ                                         | Tunis, Tunisia                 | 21                |
| 1972 | Monika Sarp · Đức                                                | Estoril, Bồ Đào Nha            | 23                |
| 1973 | Anke Groot · Hà Lan                                              | Kitzbühel, Áo                  | 18                |
| 1974 | Maria Isabel "Maribel" Lorenzo Saavedra · Tây Ban Nha            | Vienna, Áo                     | 19                |
| 1976 | Riitta Inkeri Väisänen · Phần Lan                                | Rhodes, Hy Lạp                 | 22                |
| 1978 | Eva Maria Düringer · Áo                                          | Helsinki, Phần Lan             | 15                |
| 1980 | Karin Zorn · Áo                                                  | Puerto de la Cruz, Tây Ban Nha | 20                |
| 1981 | Anne Mette Larsen · Đan Mạch                                     | Birmingham, Anh Quốc           | 21                |
| 1982 | Nazlı Deniz Kuruoğlu · Thổ Nhĩ Kỳ                                | Istanbul, Thổ Nhĩ Kỳ           | 23                |
| 1984 | Neşe Erberk · Thổ Nhĩ Kỳ                                         | Bad Gastein, Áo                | 25                |
| 1985 | Juncal Rivero Fadrique Castilla · Tây Ban Nha                    | Mainz, Đức                     | 23                |
| 1988 | Michela Rocco di Torrepadula · Ý                                 | Ragusa, Ý                      | 23                |
| 1991 | Susanne Petry (truất ngôi) · Đức                                 | Dakar, Senegal                 | 27                |
| 1992 | Marina Tsintikidou · Hy Lạp                                      | Athens, Hy Lạp                 | 32                |
| 1993 | Arzum Onan · Thổ Nhĩ Kỳ                                          | Istanbul, Thổ Nhĩ Kỳ           | 31                |
| 1994 | Lilach Ben-Simon · Israel                                        | Istanbul, Thổ Nhĩ Kỳ           | 33                |
| 1995 | Monika Žídková · Cộng hòa Séc                                    | Istanbul, Thổ Nhĩ Kỳ           | 36                |
| 1996 | Marie-Claire Harrison · Anh                                      | Tirana, Albania                | 35                |
| 1997 | Isabelle Darras · Hy Lạp                                         | Kyiv, Ukraine                  | 29                |
| 1999 | Yelena Rogozhina · Nga                                           | Beirut, Liban                  | 39                |
| 2001 | Élodie Gossuin · Pháp                                            | Beirut, Liban                  | 33                |
| 2002 | Svetlana Koroleva · Nga                                          | Beirut, Liban                  | 35                |
| 2003 | Zsuzsanna Laky · Hungary                                         | Nogent-sur-Marne, Pháp         | 36                |
| 2005 | Shermine Shahrivar · Đức                                         | Paris, Pháp                    | 36                |
| 2006 | Alexandra Rosenfeld · Pháp                                       | Kyiv, Ukraine                  | 33                |
| 2016 | Diana Starkova · Pháp                                            | Beirut, Liban                  | 30                |
| 2017 | Diana Kubasova · Latvia                                          | Seoul, Hàn Quốc                | 26                |
| 2018 | Anna Shornikova (tied) · UkrainaAnastasiya Ammosova (tied) · Nga | Paris, Pháp                    | Chưa rõ           |
| 2019 | Andrea De Las Heras · Tây Ban Nha                                | Cannes, Pháp                   | Chưa rõ           |
| 2020 | Lara Jalloh · Pháp                                               | Paris, Pháp                    | Chưa rõ           |
| 2021 | Anastasia Prodanov · Serbia                                      | Cannes, Pháp                   | Chưa rõ           |
| 2022 | Elisabetta Suter · Thụy Sĩ                                       | Napoli, Ý                      | 37                |

## Bộ sưu tập ảnh

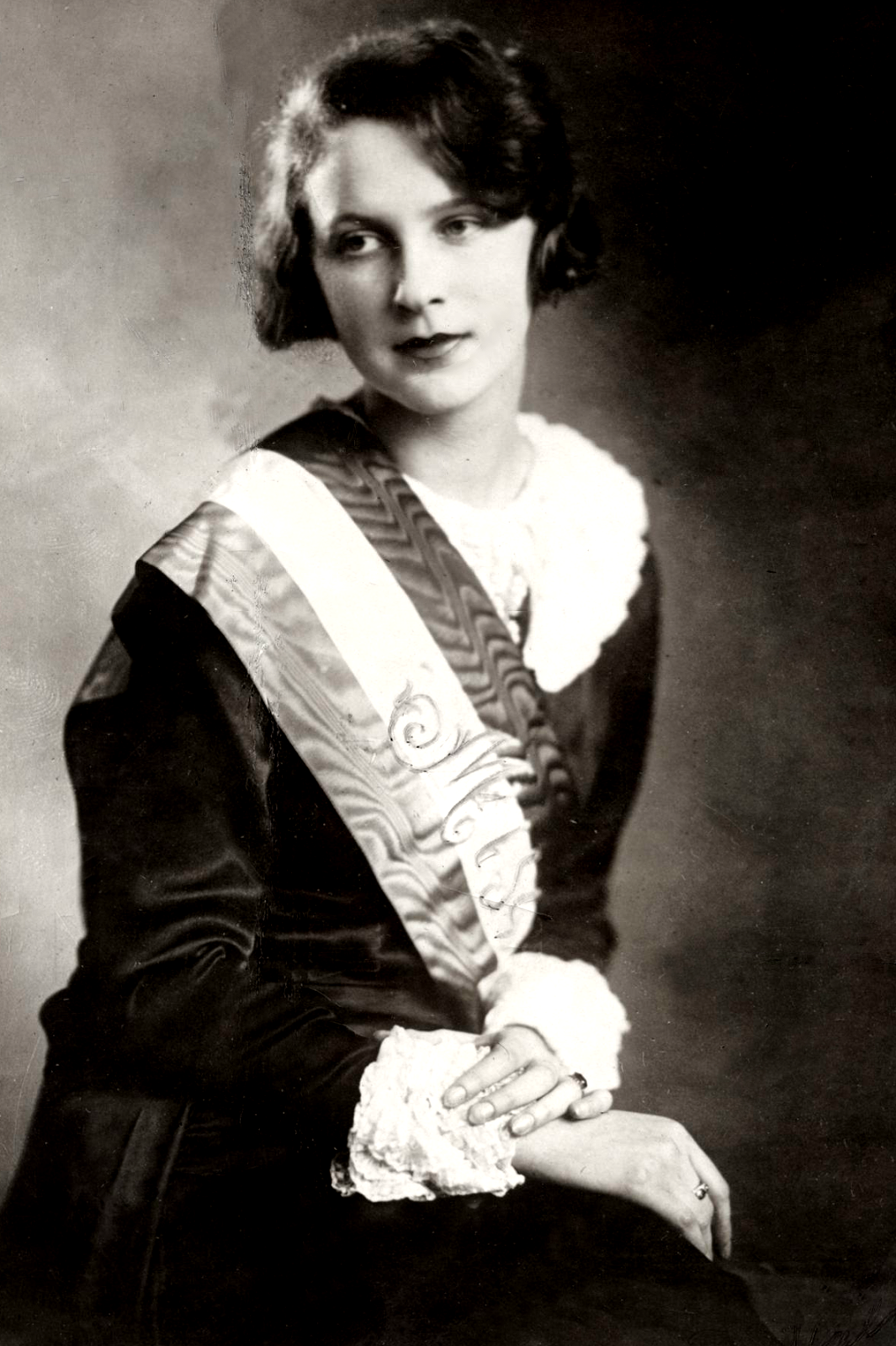
Miss Europe 1929, Erzsébet "Böske" Simon
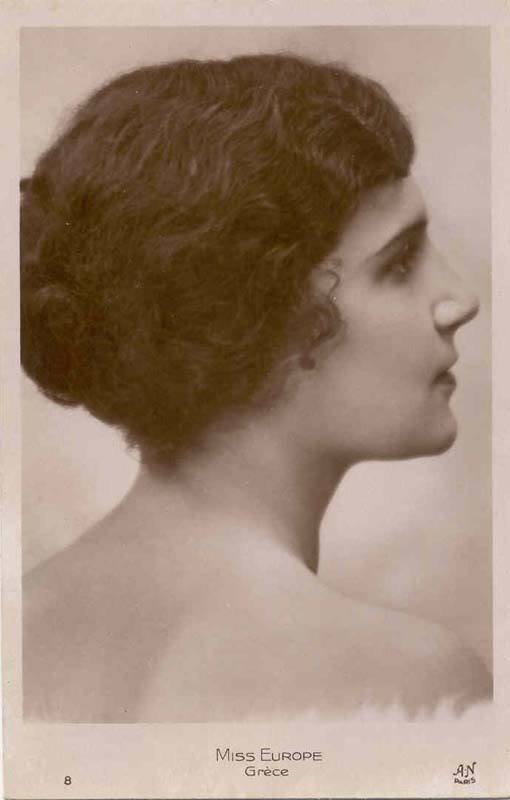
Miss Europe 1930, Aliki Diplarakou
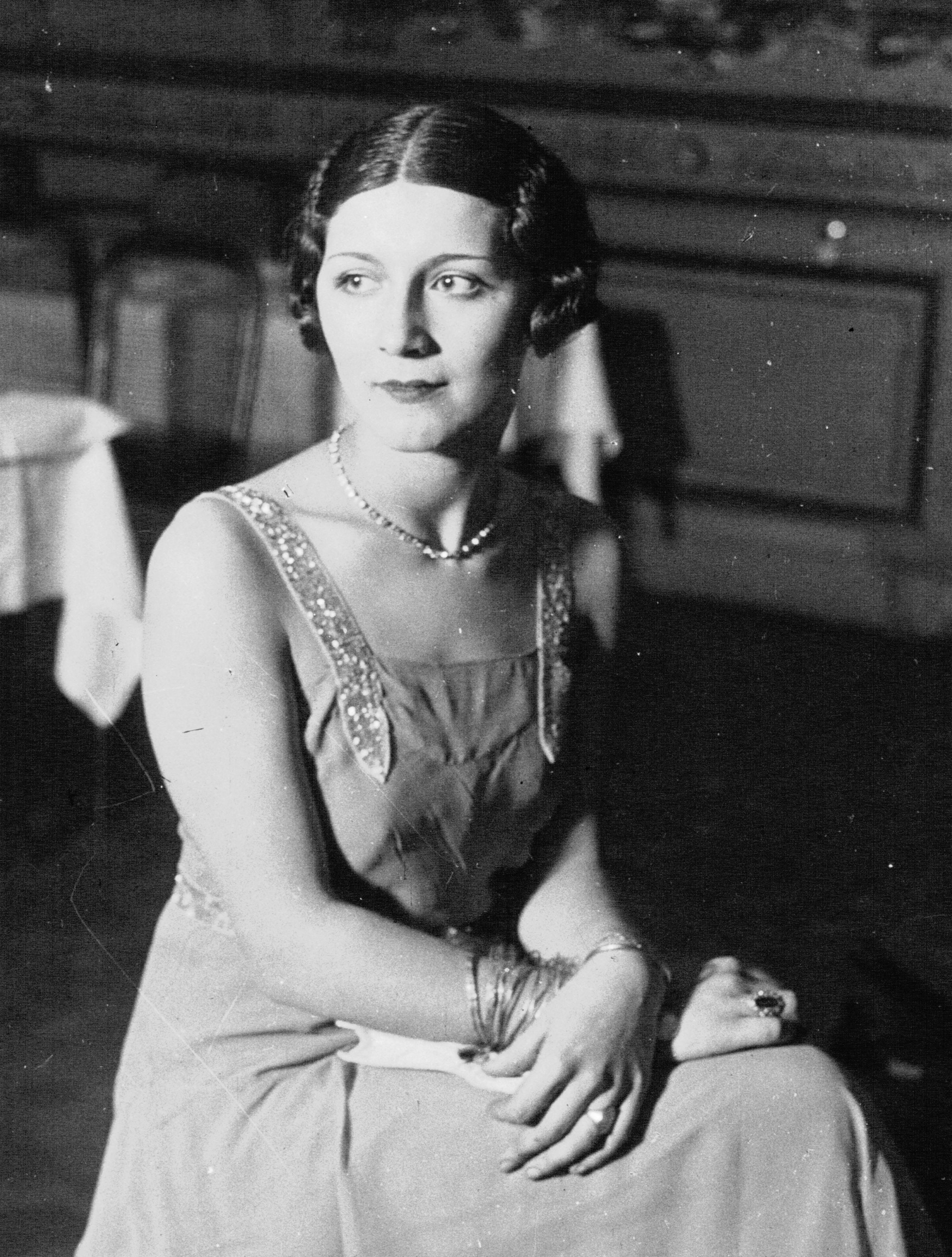
Miss Europe 1931, Jeanne Juilla
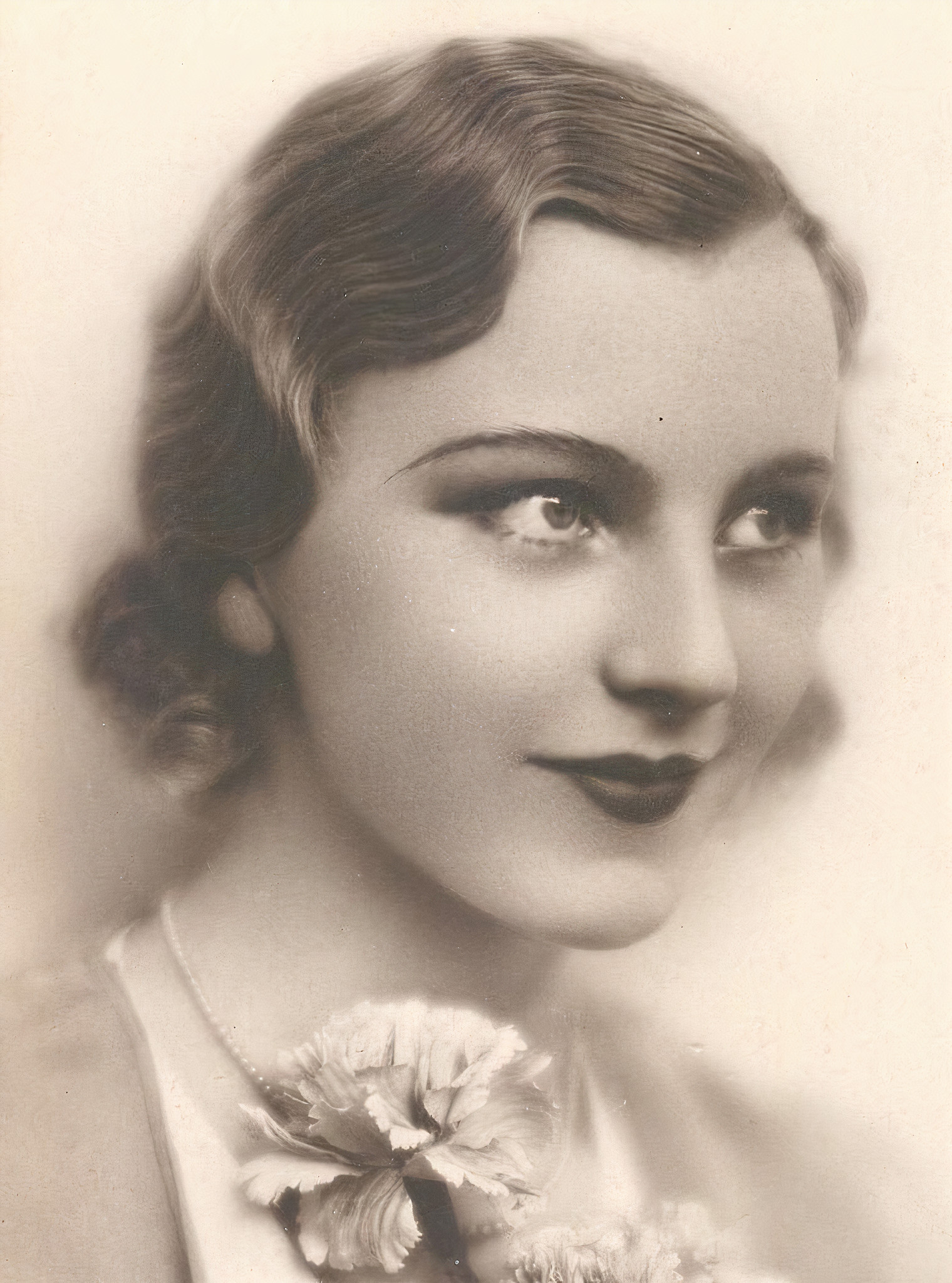
Miss Europe 1932, Åse Clausen
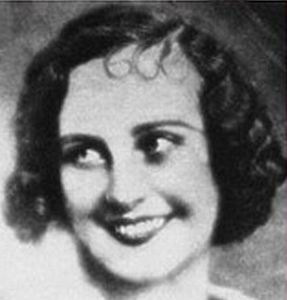
Miss Russia, Tatyana Maslova 1933; Miss Europe 1933
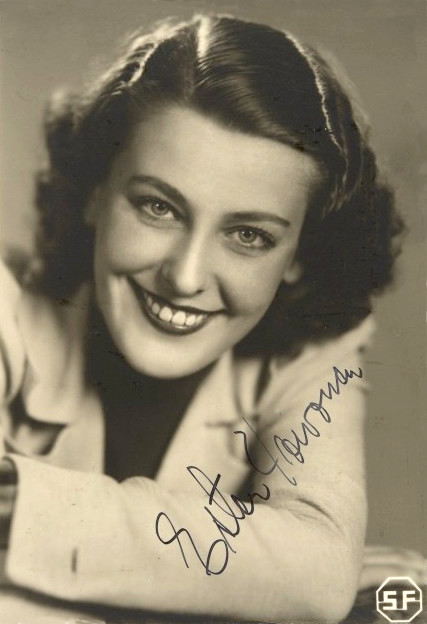
Miss Europe 1934, Ester Toivonen
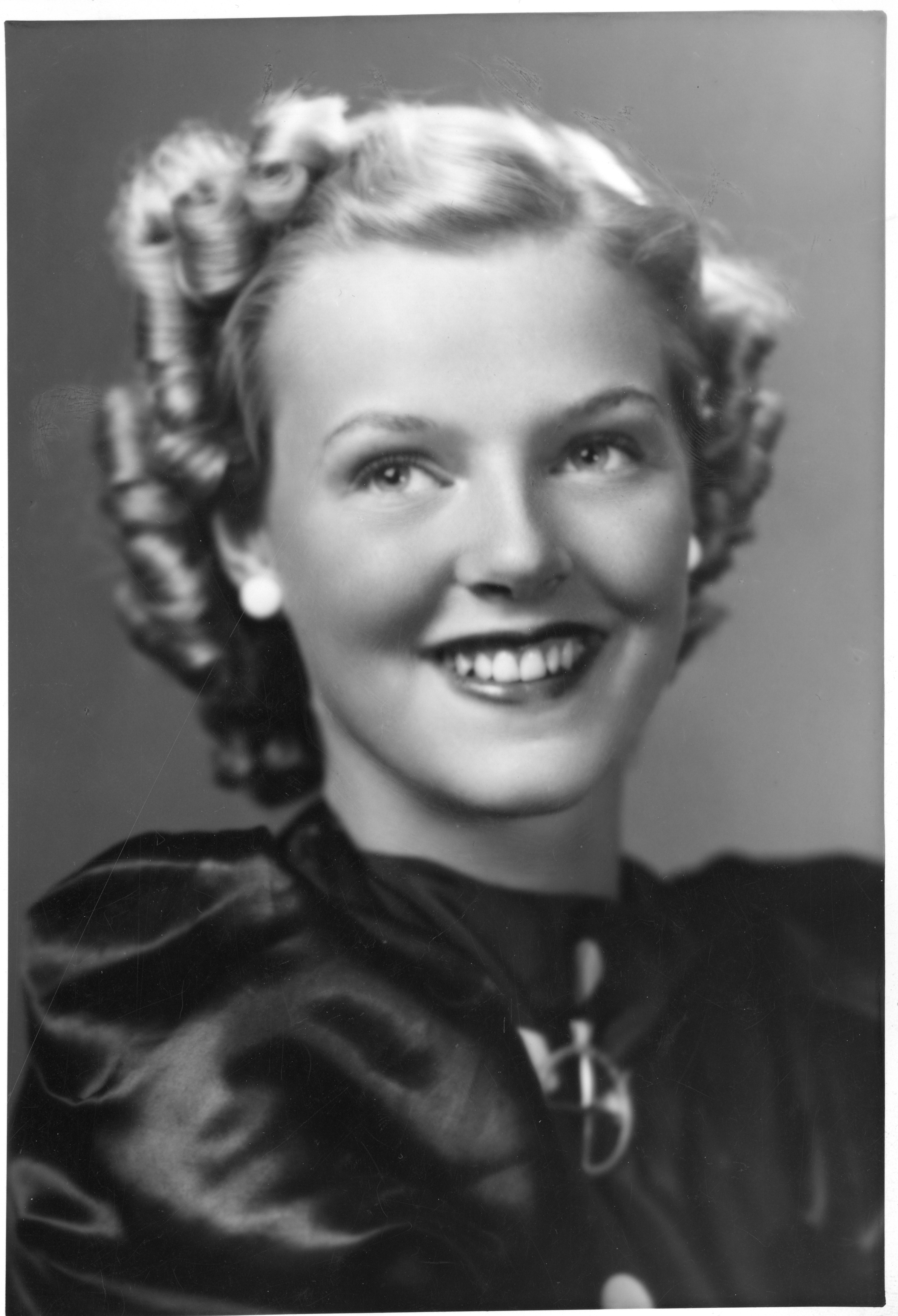
Miss Europe 1937, Britta Wikström
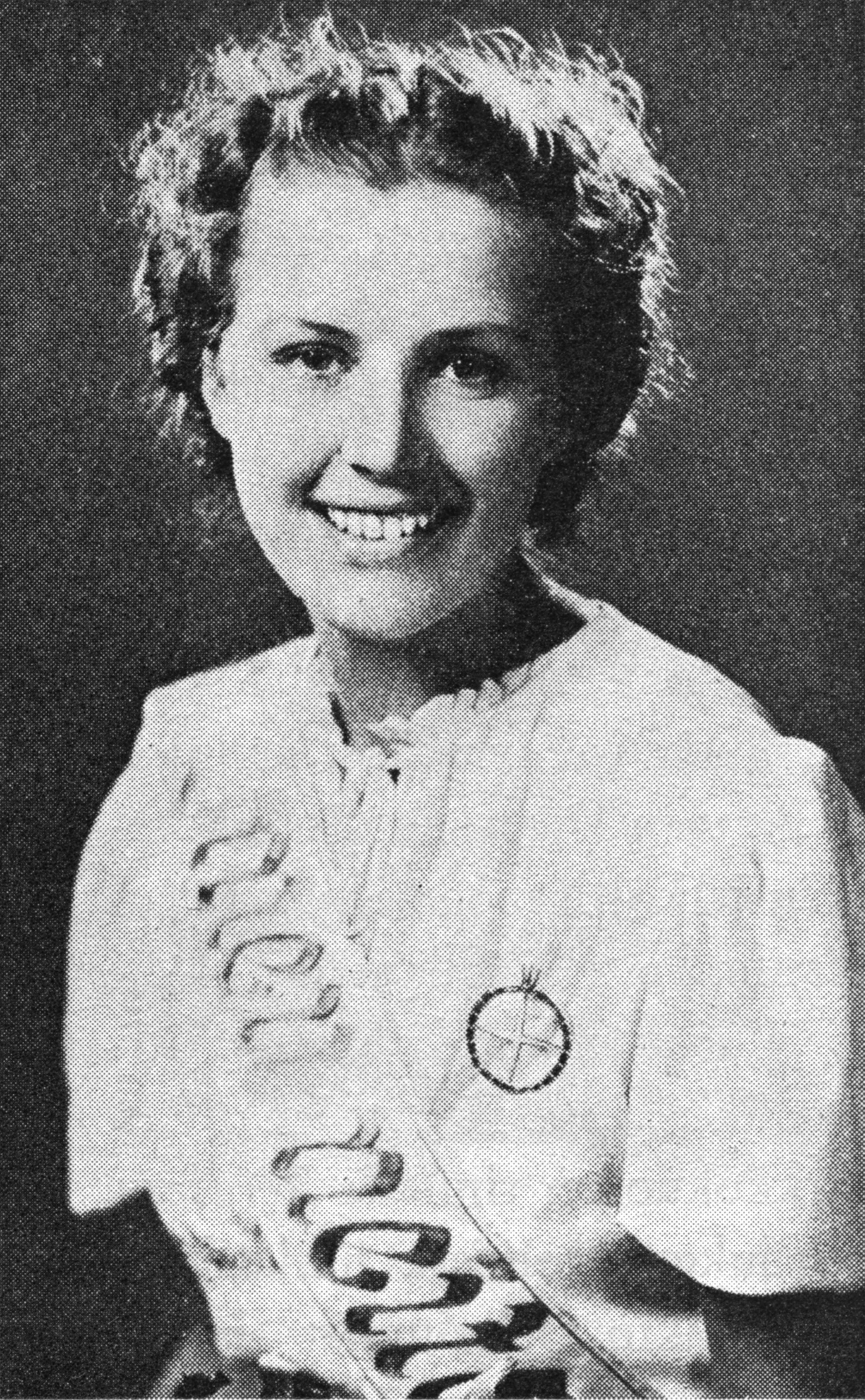
Miss Europe 1938, Sirkka Salonen
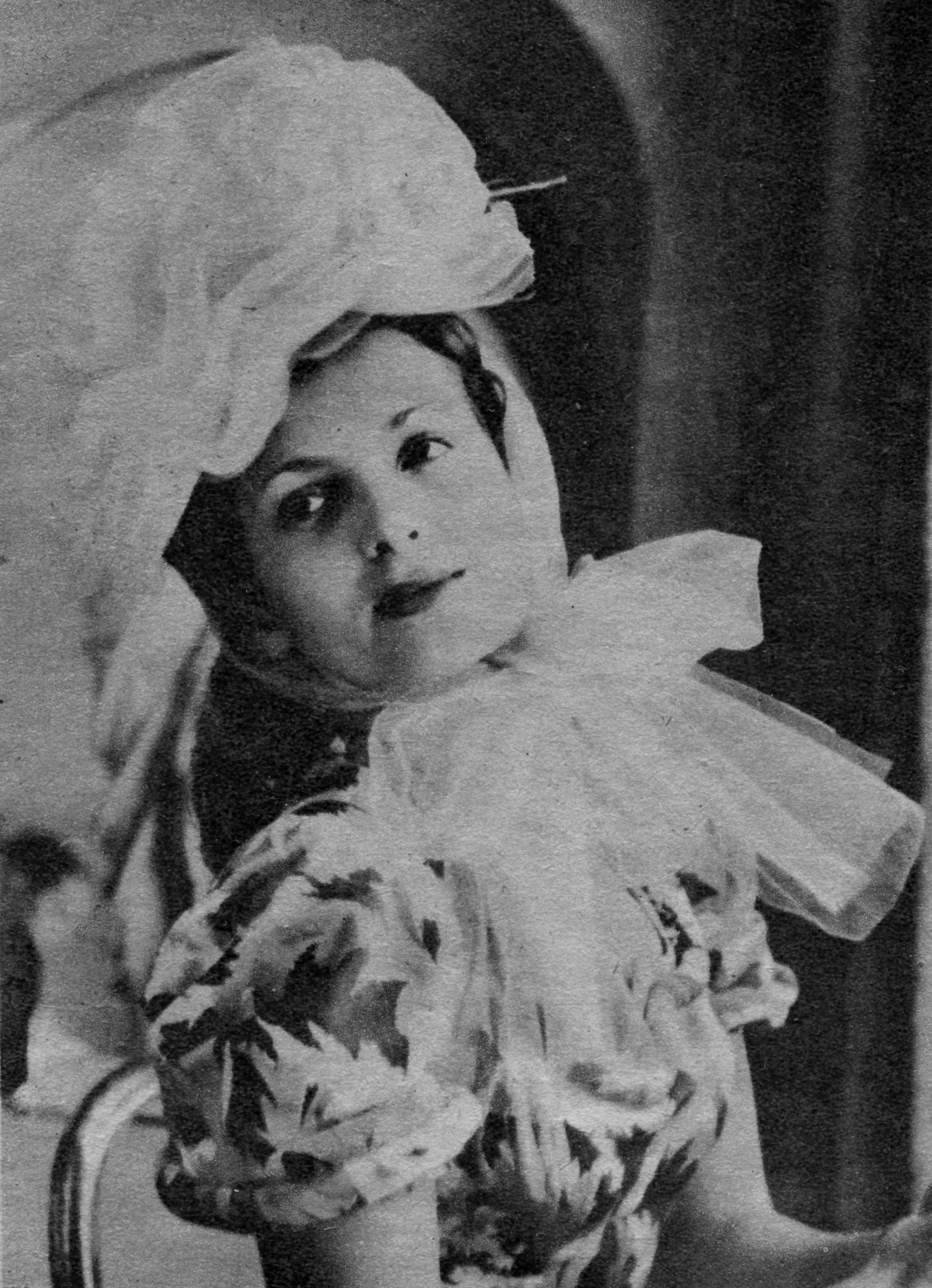
Miss Europe 1949, Juliette Figueras
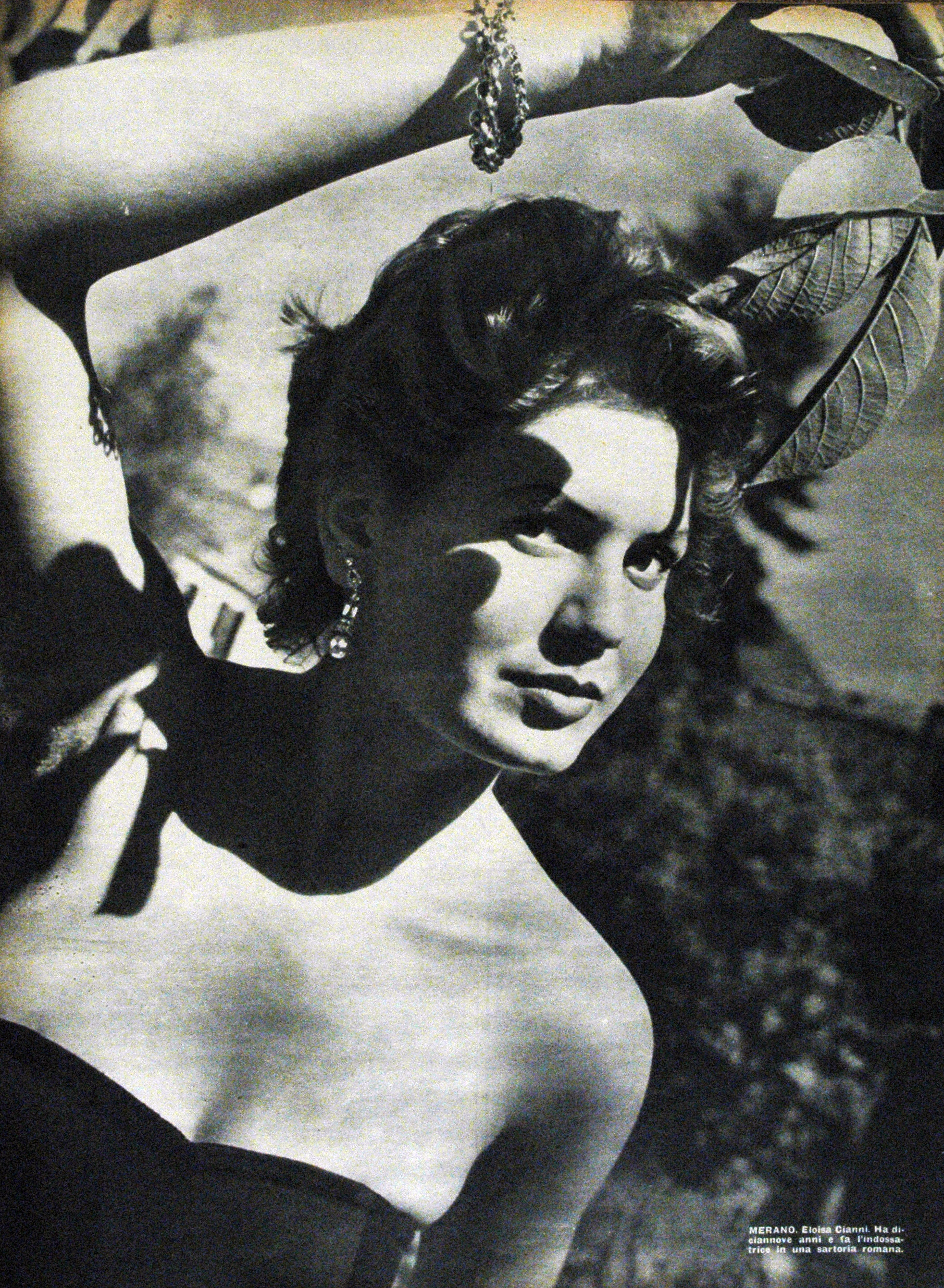
Miss Europe 1953, Eloisa Cianni
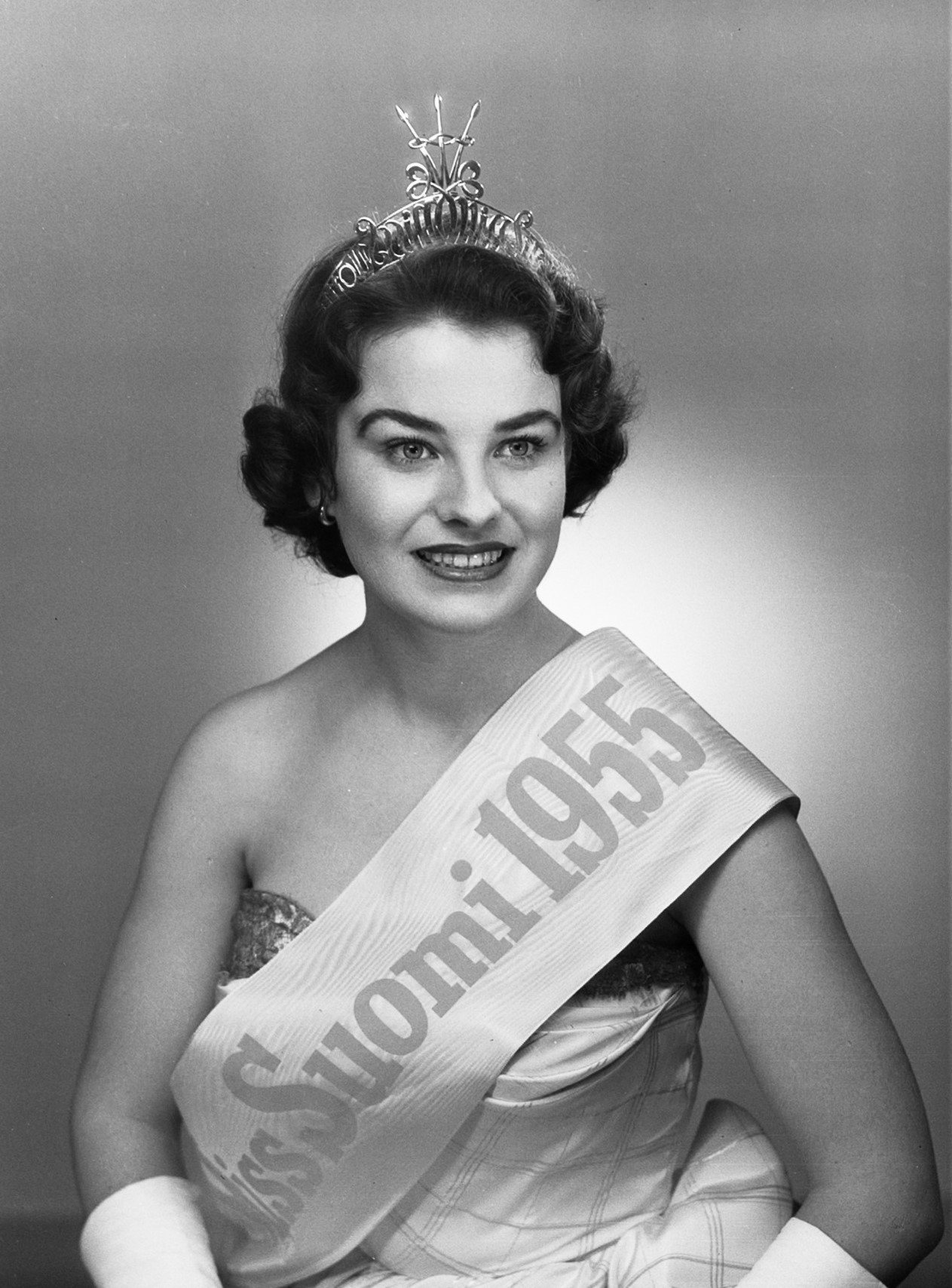
Miss Europe 1955, Inga-Britt Söderberg
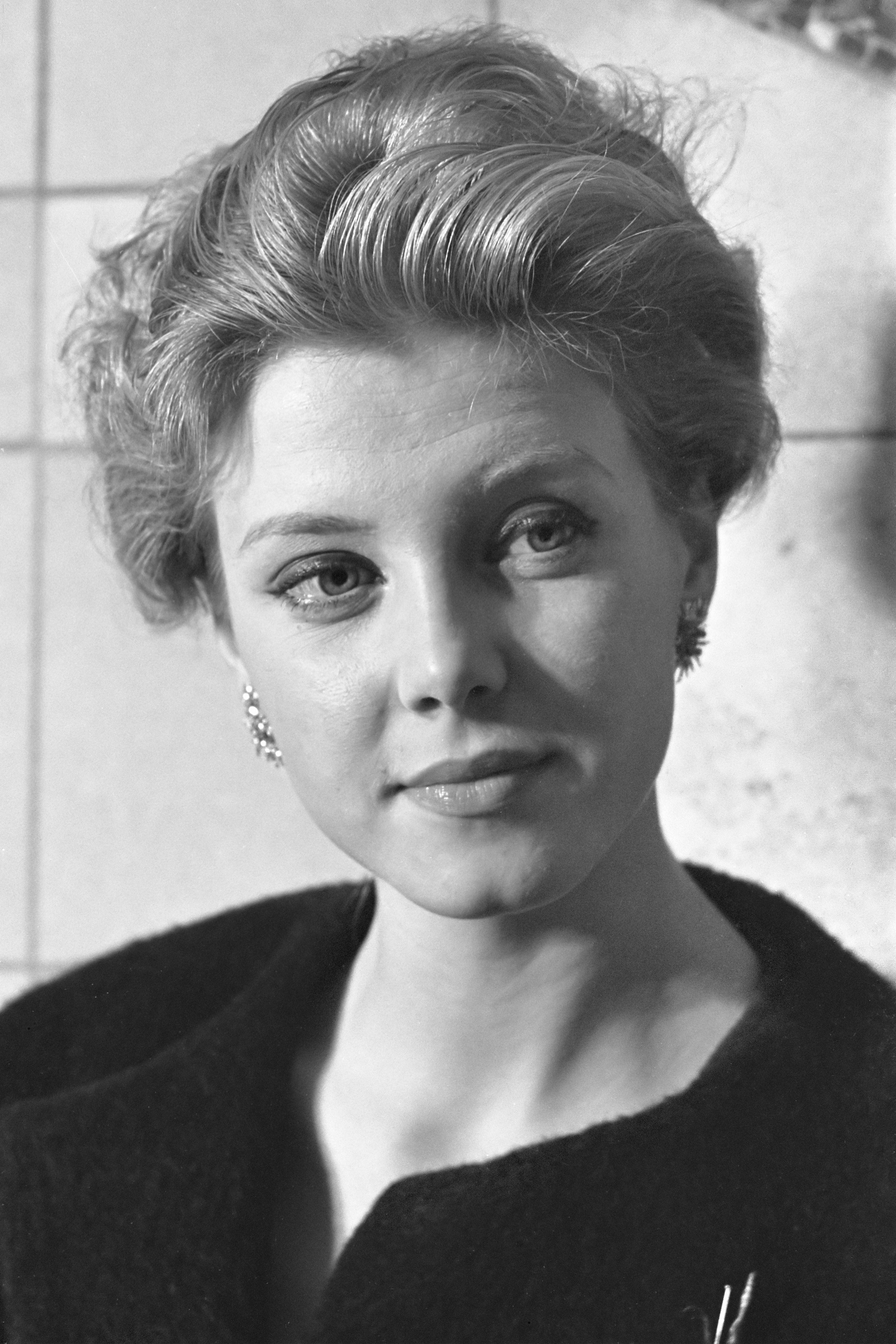
Miss Europe 1957, Corine Rottschäfer
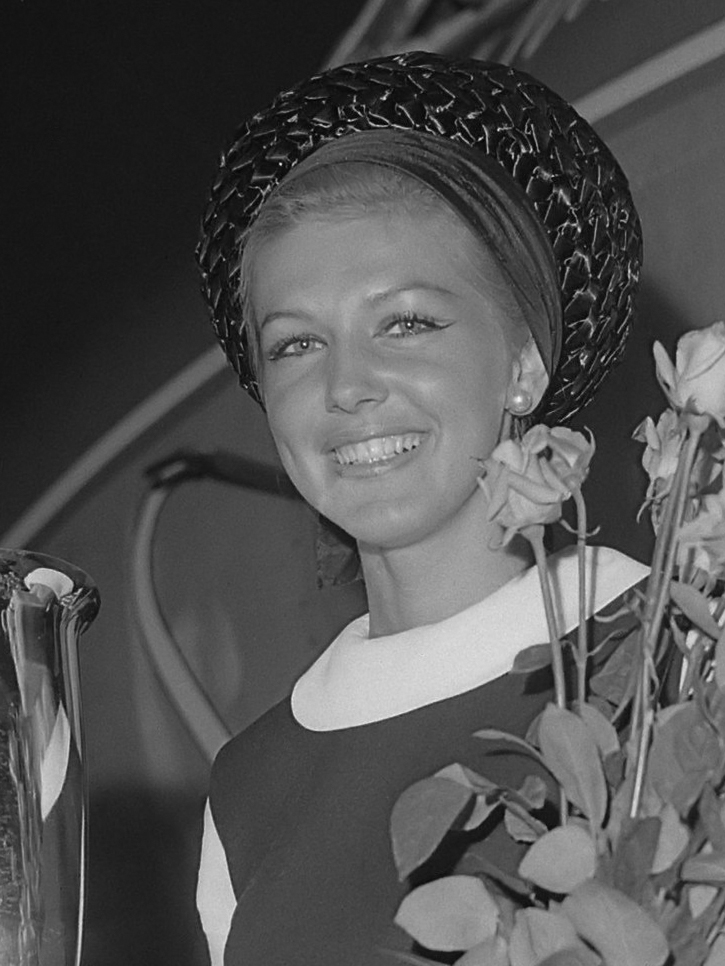
Miss Europe 1964, Elly Koot
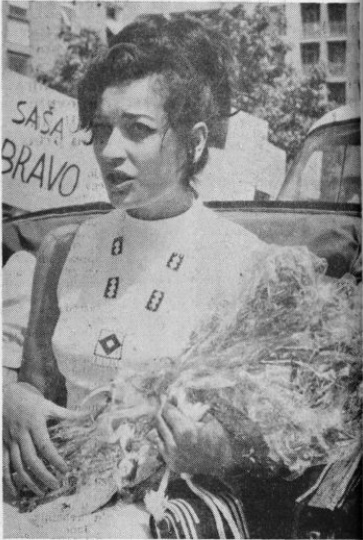
Miss Europe 1969, Saša Zajc
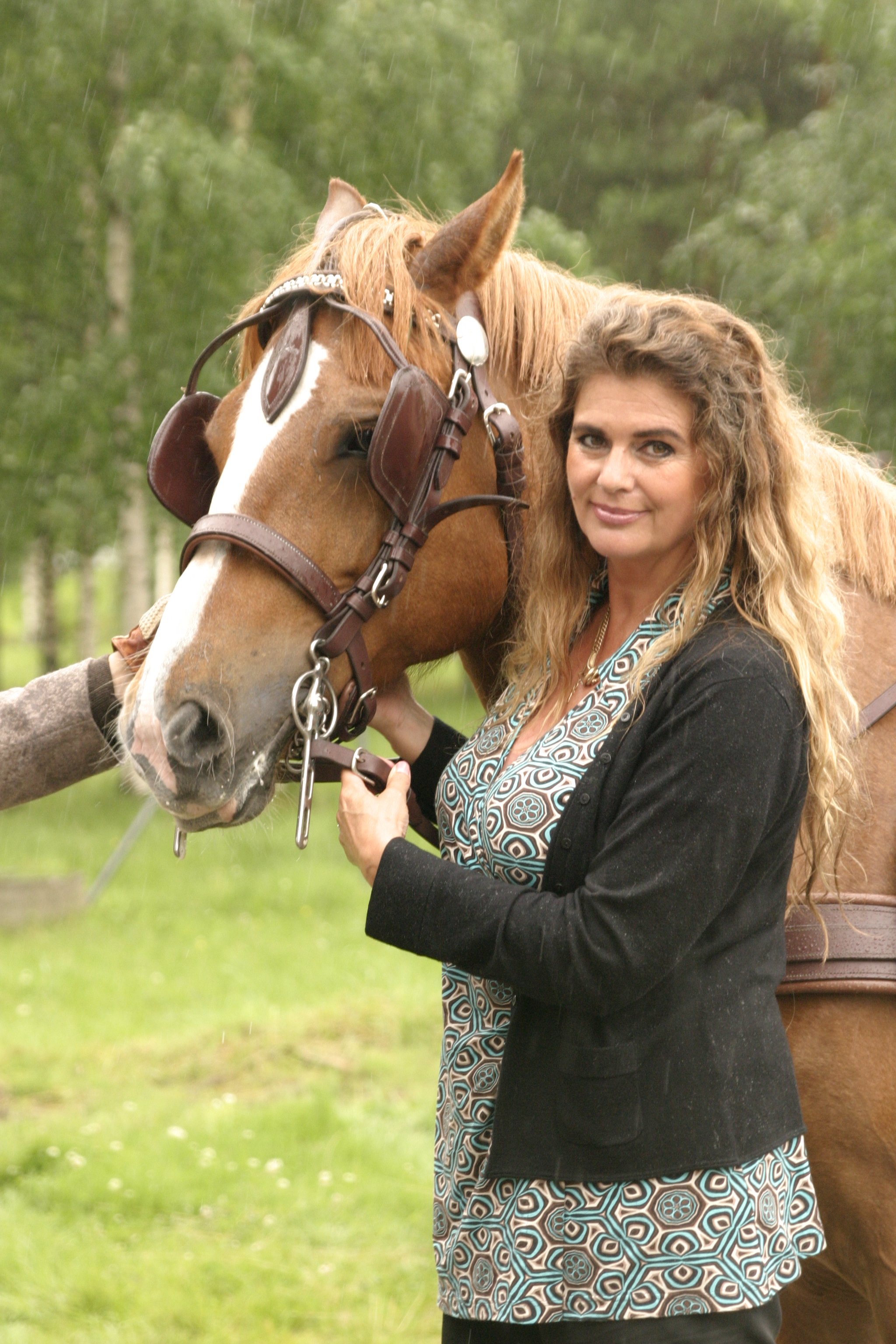
Miss Europe 1976, Riitta Väisänen (pictured in 2007)
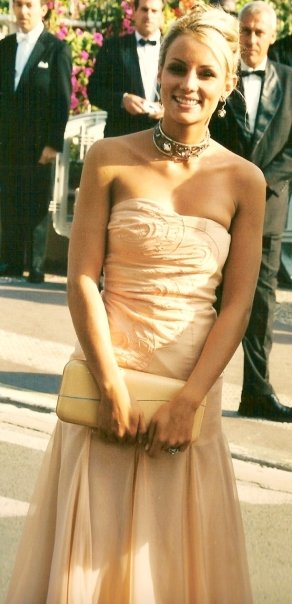
Miss Europe 2001, Elodie Gossuin
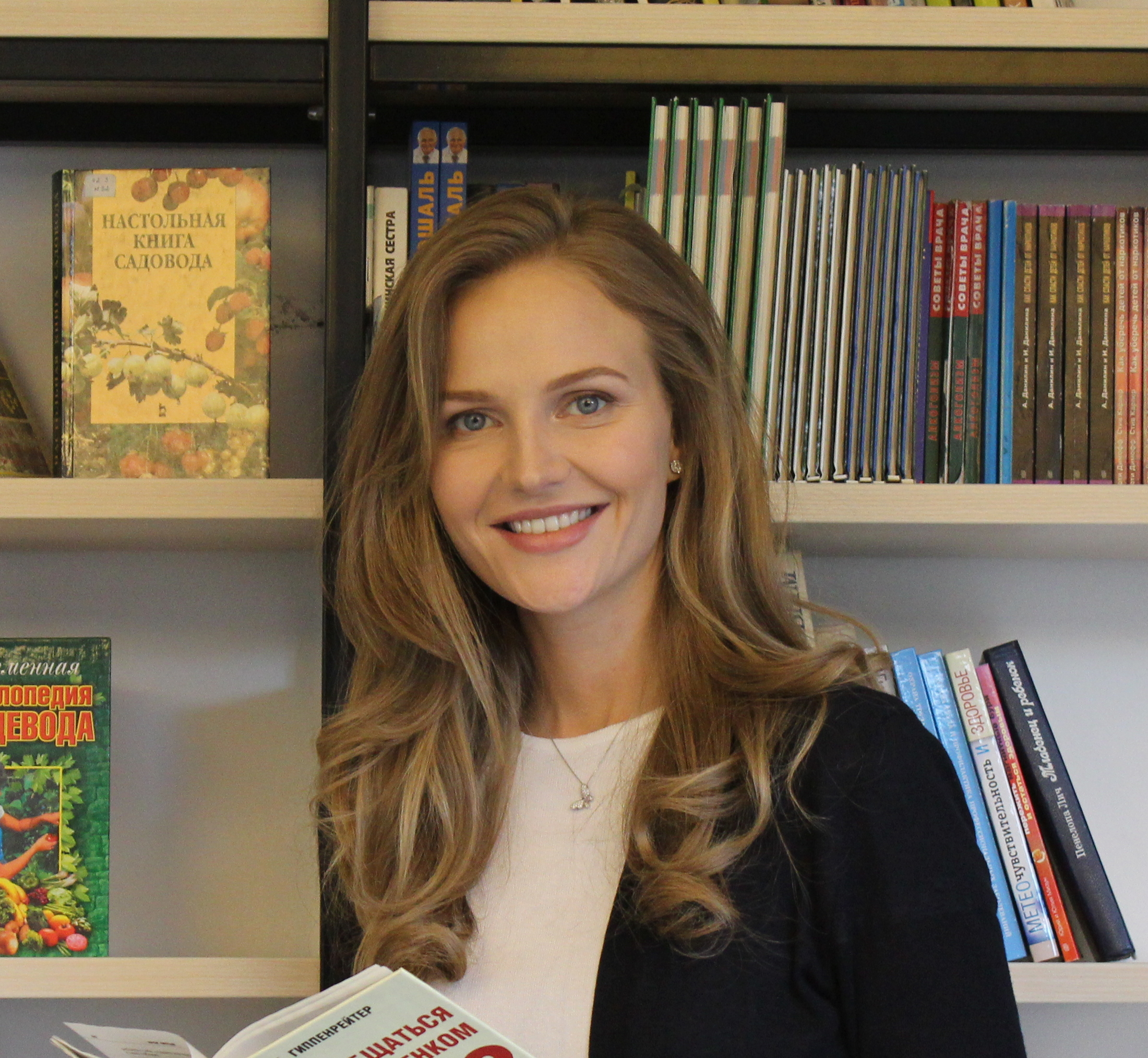
Miss Europe 2002, Svetlana Koroleva
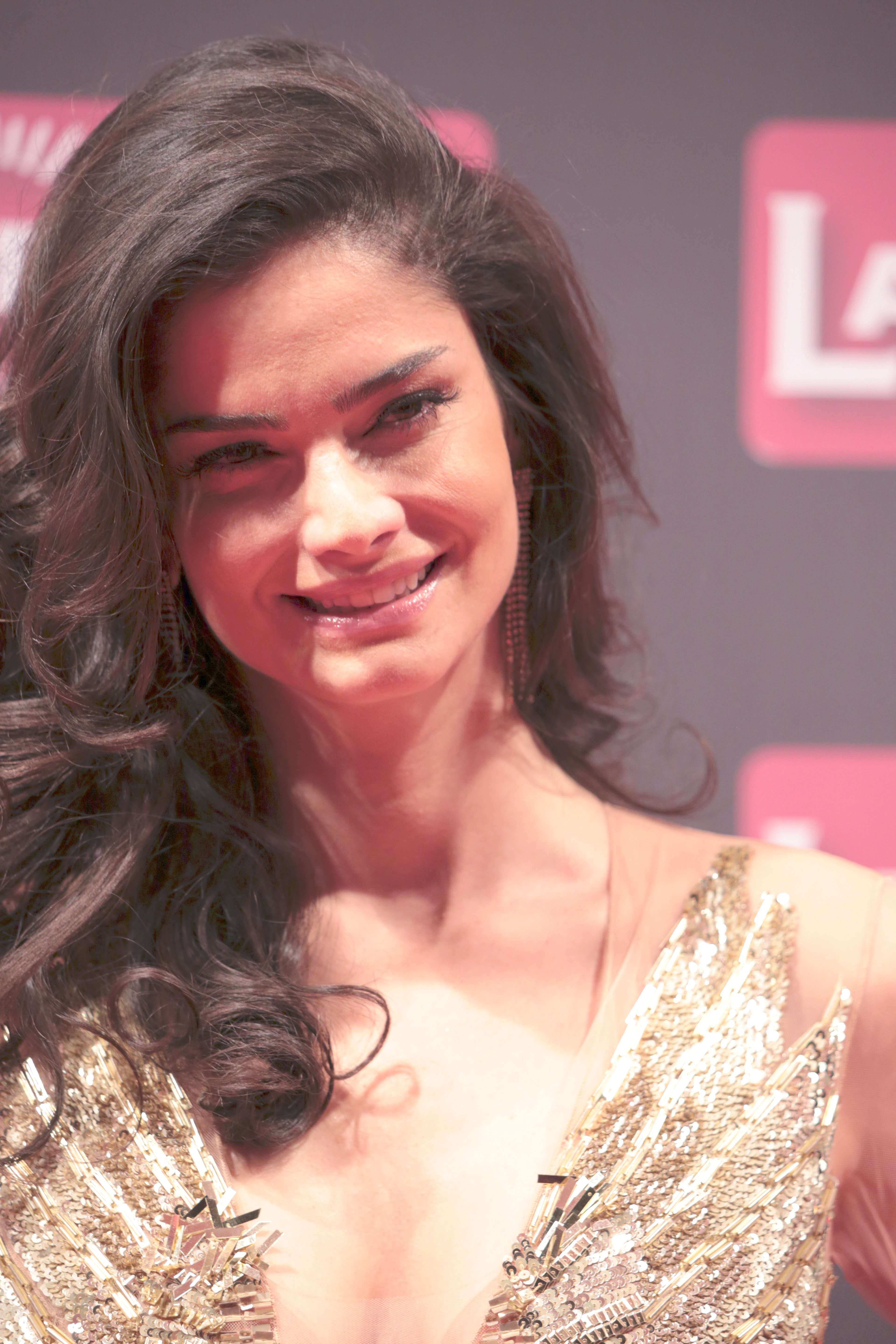
Miss Europe 2005, Shermine Shahrivar
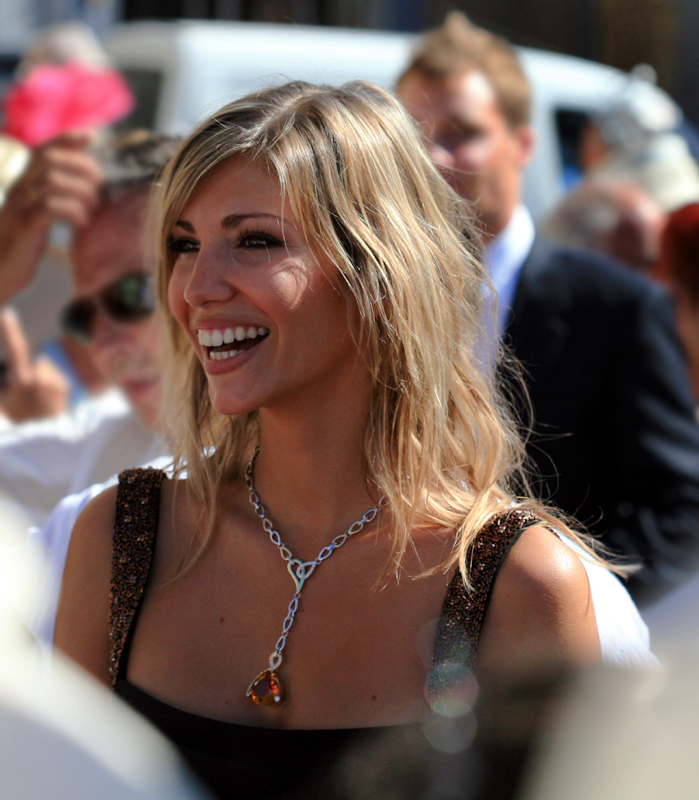
Miss Europe 2006, Alexandra Rosenfeld
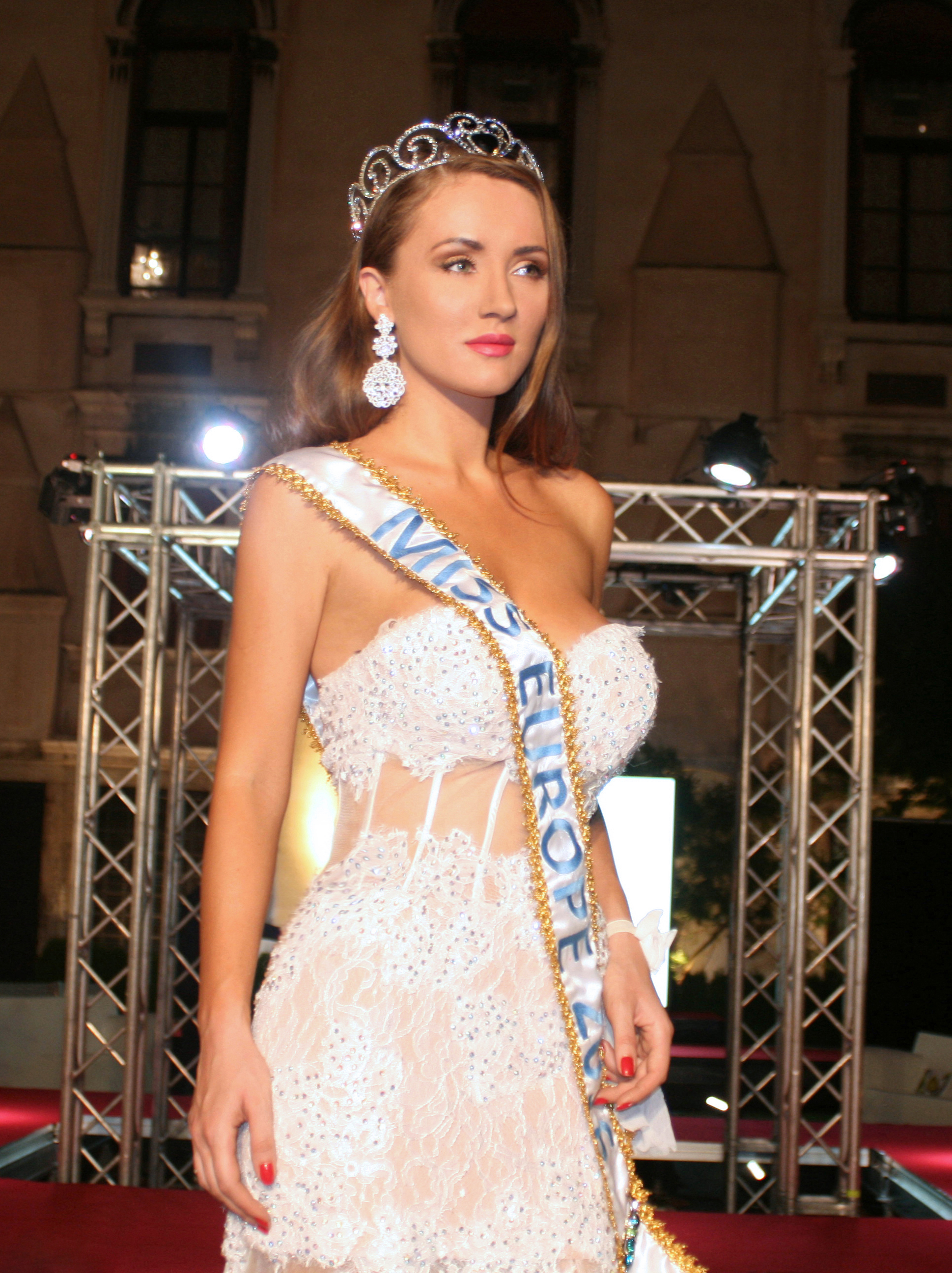
Miss Europe 2016, Diana Starkova

## Số lần chiến thắng
| Quốc gia/Lãnh thổ | Số lần | Năm                                                                |
| ----------------- | ------ | ------------------------------------------------------------------ |
| Pháp              | 9      | 1931, 1948, 1949, 1954 (thay ngôi), 1966, 2001, 2006, 2016, 2020   |
| Tây Ban Nha       | 8      | 1935, 1936, 1962, 1967, 1970, 1974, 1985, 2019                     |
| Đức               | 7      | 1954 (truất ngôi), 1956, 1961, 1965, 1972, 1991 (trước ngôi), 2005 |
| Phần Lan          | 6      | 1934, 1937, 1938, 1955, 1968, 1976                                 |
| Thổ Nhĩ Kỳ        | 5      | 1952, 1971, 1982, 1984, 1993                                       |
| Áo                | 5      | 1950, 1958, 1959, 1978, 1980                                       |
| Hy Lạp            | 4      | 1930, 1991 (thay ngôi), 1992, 1997                                 |
| Ý                 | 4      | 1939, 1953, 1960, 1988                                             |
| Nga               | 3      | 1999, 2002, 2018                                                   |
| Hà Lan            | 3      | 1957, 1964, 1973                                                   |
| Hungary           | 2      | 1929, 2003                                                         |
| Na Uy             | 2      | 1963, 1986                                                         |
| Đan Mạch          | 2      | 1932, 1981                                                         |
| Nam Tư            | 2      | 1927, 1969                                                         |
| Thụy Sĩ           | 1      | 2022                                                               |
| Serbia            | 1      | 2021                                                               |
| Ukraine           | 1      | 2018                                                               |
| Latvia            | 1      | 2017                                                               |
| Anh               | 1      | 1996                                                               |
| Cộng hoà Séc      | 1      | 1995                                                               |
| Israel            | 1      | 1994                                                               |
| Bỉ                | 1      | 1947                                                               |
| Liên Xô           | 1      | 1933                                                               |

## Danh sách Á hậu
| Năm  | Á hậu 1                                                                   | Á hậu 2                                  | Á hậu 3                                          | Á hậu 4                                | Á hậu 5               | Á hậu 6                               |
| ---- | ------------------------------------------------------------------------- | ---------------------------------------- | ------------------------------------------------ | -------------------------------------- | --------------------- | ------------------------------------- |
| 1927 | Aniela Bogucka · Ba Lan                                                   | Hilde Ptak · Áo                          | Không trao giải                                  | Không trao giải                        | Không trao giải       | Không trao giải                       |
| 1929 | Wladyslawa Kostakowna · Ba Lan                                            | Germaine Laborde · Pháp                  | Không trao giải                                  | Không trao giải                        | Không trao giải       | Không trao giải                       |
| 1930 | Yvette Labrousse · Pháp                                                   | Jenny Vanparays · Bỉ                     | Không trao giải                                  | Không trao giải                        | Không trao giải       | Không trao giải                       |
| 1931 | Herta Van Haentjens · Áo                                                  | Ingrid Ruth Richard · Đức                | Không trao giải                                  | Không trao giải                        | Không trao giải       | Không trao giải                       |
| 1932 | Không trao giải                                                           | Không trao giải                          | Không trao giải                                  | Không trao giải                        | Không trao giải       | Không trao giải                       |
| 1933 | Julie Gal · Hungary                                                       | Không trao giải                          | Không trao giải                                  | Không trao giải                        | Không trao giải       | Không trao giải                       |
| 1934 | June Lammas · Anh                                                         | Không trao giải                          | Không trao giải                                  | Không trao giải                        | Không trao giải       | Không trao giải                       |
| 1935 | Không trao giải                                                           | Không trao giải                          | Không trao giải                                  | Không trao giải                        | Không trao giải       | Không trao giải                       |
| 1936 | Không trao giải                                                           | Không trao giải                          | Không trao giải                                  | Không trao giải                        | Không trao giải       | Không trao giải                       |
| 1937 | Không trao giải                                                           | Không trao giải                          | Không trao giải                                  | Không trao giải                        | Không trao giải       | Không trao giải                       |
| 1938 | Không trao giải                                                           | Không trao giải                          | Không trao giải                                  | Không trao giải                        | Không trao giải       | Không trao giải                       |
| 1939 | Không trao giải                                                           | Không trao giải                          | Không trao giải                                  | Không trao giải                        | Không trao giải       | Không trao giải                       |
| 1947 | Không trao giải                                                           | Không trao giải                          | Không trao giải                                  | Không trao giải                        | Không trao giải       | Không trao giải                       |
| 1948 | Anna-Liisa Leppänen · Phần Lan                                            | Helena Sutter · Thụy Sĩ                  | Không trao giải                                  | Không trao giải                        | Không trao giải       | Không trao giải                       |
| 1948 | Rossana Martini (Không xác định) · ÝIngrid Jonaszin (Không xác định) · Áo | Không xác định                           | Không trao giải                                  | Không trao giải                        | Không trao giải       | Không trao giải                       |
| 1949 | Anna Maria Visconti · Ý                                                   | Elinor Wedel Hansen · Đan Mạch           | Không trao giải                                  | Không trao giải                        | Không trao giải       | Không trao giải                       |
| 1950 | Giovanna Pala · Ý                                                         | Ebbe Adrian · Thụy Điển                  | Không trao giải                                  | Không trao giải                        | Không trao giải       | Không trao giải                       |
| 1952 | Nicole Drouin · Pháp                                                      | Virginia Petimezaki · Hy Lạp             | Không trao giải                                  | Không trao giải                        | Không trao giải       | Không trao giải                       |
| 1953 | Marlene Ann Dee · Anh                                                     | Sylviane Carpentier · Pháp               | Không trao giải                                  | Không trao giải                        | Không trao giải       | Không trao giải                       |
| 1954 | Danielle Génault (thay ngôi) · Pháp                                       | Yvonne de Bruyn · Phần Lan               | Gunilla Johansson · Thụy Điển                    | Eva Brika · Hy Lạp                     | Không trao giải       | Không trao giải                       |
| 1955 | Suna Soley · Thổ Nhĩ Kỳ                                                   | Monique Lambert · Pháp                   | Depi Martini · Hy Lạp                            | Margaret Rowe · Anh                    | Không trao giải       | Không trao giải                       |
| 1956 | Ingrid Goude · Thụy Điển                                                  | Brunella Tocci · Ý                       | Traudl Eichinger · Áo                            | Rita Schmidt · Hà Lan                  | Không trao giải       | Không trao giải                       |
| 1957 | Marita Lindahl · Phần Lan                                                 | Gerti Daub · Đức                         | Geneviève Zanetti · Pháp                         | Sonia Hamilton · Anh                   | Không trao giải       | Không trao giải                       |
| 1958 | Dagmar Herner · Đức                                                       | Annie Simplot · Pháp                     | Lucienne Struve · Hà Lan                         | Pirkko Mannola · Hà Lan                | Không trao giải       | Không trao giải                       |
| 1959 | Nicole Perin · Pháp                                                       | Maria Grazia Buccella · Ý                | Carmela Künzel · Đức                             | Petra Poul · Hà Lan                    | Không trao giải       | Không trao giải                       |
| 1960 | Rita Simon · Germany                                                      | Monica Abrahamsson · Sweden              | Luise Kammermeier · Austria                      | Brigitte Barazer de Lannurien · France | Không trao giải       | Không trao giải                       |
| 1961 | Arlette Dobson · England                                                  | Ingrid Andersson · Sweden                | Maria Del Carmen Cervera Fernández Núñez · Spain | Yvette Suzanne Dégremont · France      | Không trao giải       | Không trao giải                       |
| 1962 | Birgitte Heiberg · Denmark                                                | Kaarina Marita Leskinen · Finland        | Catharina "Rina" Lodders · Holland               | Brigitta Lundberg · Sweden             | Không trao giải       | Không trao giải                       |
| 1963 | Diane Tanner · Switzerland                                                | Aino Korwa · Denmark                     | Grete Qviberg · Sweden                           | Marja-Liisa Ståhlberg · Finland        | Không trao giải       | Không trao giải                       |
| 1964 | Marion Sibylle Zota · Germany                                             | Siv Märta Åberg · Sweden                 | Edith Noël · France                              | Rosa María Ruiz · Spain                | Không trao giải       | Không trao giải                       |
| 1965 | Virpi Liisa Miettinen · Finland                                           | Ingrid Norrman · Sweden                  | Alicia Borrás · Spain                            | Yvonne Hanne Ekman · Denmark           | Không trao giải       | Không trao giải                       |
| 1966 | Eva Rieck (hòa) · AustriaHedy Frick (hòa) · Switzerland                   | Rafaela Roque Sánchez · Spain            | Satu Charlotta Östring · Finland                 | Tove-Regina Neitzel · Germany          | Không trao giải       | Không trao giải                       |
| 1967 | Irene van Campenhout · Holland                                            | Daniela Giordano · Italy                 | Annika Hemminge · Sweden                         | Yelda Gurani · Turkey                  | Toula Galani · Greece | Ritva Helena Lehto · Finland          |
| 1968 | Brigitte Krüger · Austria                                                 | Anne-Christine Kahnberg · Sweden         | Roswitha Moesi · Germany                         | Tone Knaran · Norway                   | Không trao giải       | Không trao giải                       |
| 1969 | Jeanne Perfeldt · Denmark                                                 | Elke Hein · Germany                      | Harriet Marita Eriksson · Finland                | Maria Amparo Rodrigo Lorenzo · Spain   | Ulla Adsten · Sweden  | Patricia "Pia" Ingrid Walker · Norway |
| 1970 | Ana Maria Diozo Lucas · Portugal                                          | Anna Zamboni · Italy                     | Stephanie Flatow · Holland                       | Vivi Alexopoulou · Greece              | Không trao giải       | Không trao giải                       |
| 1971 | Ursula Illich · Austria                                                   | Lena Arvidsson · Sweden                  | Myriam Stocco · France                           | Laura Mulder-Smid · Holland            | Không trao giải       | Không trao giải                       |
| 1972 | Elisabeth Ire Johnson · Sweden                                            | Ursula Pacher · Austria                  | Mary Ann Best · Malta                            | Jennifer McAdam · England              | Không trao giải       | Không trao giải                       |
| 1973 | Amparo Muñoz Quesada · Spain                                              | Sicta Vana Papadaki Greece               | Christiane Devisch · Belgium                     | Barbara Schöttli · Switzerland         | Không trao giải       | Không trao giải                       |
| 1974 | Ana Paula Da Silva Freitas · Portugal                                     | Riitta Johanna Raunio · Finland          | Gerarda "Gemma" Sophia Balm · Holland            | Kathleen Ann Celeste Anders · England  | Unknown · Switzerland | Không trao giải                       |
| 1976 | Isabella Fischbacher · Switzerland                                        | Lucie Visser · Holland                   | Melina Michailidou · Greece                      | Mary Kirkwood · Scotland               | Không trao giải       | Không trao giải                       |
| 1978 | Dagmar Gabriele Winkler · Germany                                         | Sarah Louise Long · England              | Gudbjörg Wilhjalmsdóttir · Iceland               | Maarit Ryhänen · Finland               | Không trao giải       | Không trao giải                       |
| 1980 | Christine Linda Bernadette Cailliau · Belgium                             | María Dolores "Lola" Forner Toro · Spain | Christina Bolinder · Sweden                      | Anette Stai · Norway                   | Không trao giải       | Không trao giải                       |
| 1981 | Ingrid Johanna Maria Schouten · Holland                                   | Anna Maria Kanakis · Italy               | Eva-Lena Lundgren · Sweden                       | Eija Helena Korolainen · Finland       | Không trao giải       | Không trao giải                       |
| 1982 | Annelie Margareta Sjöberg · Sweden                                        | Cristina Pérez Cottrell · Spain          | Caroline Jane Williams · Wales                   | Ana Maria Valdiz Wilson · Portugal     | Không trao giải       | Không trao giải                       |
| 1984 | Fredérique Marcelle Leroy · France                                        | Sanna Marita Pekkala · Finland           | Françoise Bostoen · Belgium                      | Loana Katharina Radecki · Germany      | Không trao giải       | Không trao giải                       |
| 1985 | Anke Symkowitz · Germany                                                  | Brigitte Bergman · Holland               | Zoi Elmalioti · Greece                           | Lucienne Thiebaud · Switzerland        | Không trao giải       | Không trao giải                       |
| 1988 | Ewa Monika Nowosadko · Poland                                             | Şebnem Tan · Turkey                      | Magnea Lovisa Magnusdóttir · Iceland             | Limor Magen · Israel                   | Không trao giải       | Không trao giải                       |
| 1991 | Katerina Michalopoulou (thay ngôi) · Hy Lạp                               | Silvia Maria Jato Núñez · Spain          | Defne Samyeli · Turkey                           | Không xác định · Czechoslovakia        | Không trao giải       | Không trao giải                       |
| 1992 | Pavlina Baburkova · Czechoslovakia                                        | Banu Sagnak · Turkey                     | Kirsi-Mari Ketola · Finland                      | Ravit Kanfi · Turkey                   | Không trao giải       | Không trao giải                       |
| 1993 | Yuliya Alekseyeva · Russia                                                | Dana Avrish · Israel                     | Ana Maria Pérez Ayllón · Spain                   | Svala Björk Arnardóttir · Iceland      | Không trao giải       | Không trao giải                       |
| 1994 | Didem Uzel · Turkey                                                       | Nataliy Shvachiy · Ukraine               | Amanda Louise Johnson · England                  | Pamela van den Berg · Holland          | Không trao giải       | Không trao giải                       |
| 1995 | Ingeborg Dossland · Norway                                                | Sofie Tocklin · Sweden                   | Monika Zguro · Albania                           | Ilmira Shamsutdinova · Russia          | Không trao giải       | Không trao giải                       |
| 1996 | Yelena Shcherbak · Belarus                                                | Kim Roslikov · Israel                    | Nonie Dounia · Greece                            | Aurelia Barrera Escalera · Spain       | Không trao giải       | Không trao giải                       |
| 1997 | Agnieszka Zielinska · Poland                                              | Patricia Jañez Rodríguez · Spain         | Flavia Mantovan · Italy                          | Natalija Bedekovic · Croatia           | Không trao giải       | Không trao giải                       |
| 1999 | Cristina Cellai · Italy                                                   | Kadri Väljaots · Estonia                 | Minna Lehtinen · Finland                         | Jitka Kocurová · Czech Republic        | Không trao giải       | Không trao giải                       |
| 2001 | Adriana Gerczew · Poland                                                  | Karla Milinovic · Croatia                | Hatice Sendil · Turkey                           | Verónica Martín García · Spain         | Không trao giải       | Không trao giải                       |
| 2002 | Natascha Vanessa Börger Sevilla · Germany                                 | Esra Eron · Turkey                       | Kim Kötter · Holland                             | Adina Dimitru · Romania                | Không trao giải       | Không trao giải                       |
| 2003 | Miroslava Luberdova · Slovak Republic                                     | Sanja Papić · Serbia and Montenegro      | Patricia Ledesma Nieto · Spain                   | Marta Matyjasik · Poland               | Không trao giải       | Không trao giải                       |
| 2005 | Luysya Tovmasyan · Armenia                                                | Cindy Fabre · France                     | Laura Shields · England                          | Tatiana Keremeryova · Slovak Republic  | Không trao giải       | Không trao giải                       |
| 2006 | Alena Avramenko · Ukraine                                                 | Laura Ojeda Ramírez · Spain              | Katarzyna Weronika Borowicz · Poland             | Yuliya Sindzeyeva · Belarus            | Không trao giải       | Không trao giải                       |
| 2016 | Không xác định · Germany                                                  | Unknown · Latvia                         | Không trao giải                                  | Không trao giải                        | Không trao giải       | Không trao giải                       |
| 2017 | Alena Senatorova · Germany                                                | Nina Goryniuk · Ukraine                  | Không trao giải                                  | Không trao giải                        | Không trao giải       | Không trao giải                       |
| 2018 | Nika Kar · Slovenia                                                       | Agatha Maximova · Pháp                   | Không trao giải                                  | Không trao giải                        | Không trao giải       | Không trao giải                       |
| 2019 | Julia Hunt · Hy Lạp                                                       | Linda Novika · Latvia                    | Tauany Coelho · Pháp                             | Không xác định · Estonia               | Không trao giải       | Không trao giải                       |
| 2020 | Xhensila Shaba · Albania                                                  | Marine Ayala · Tây Ban Nha               | Sheida Rahni · Anh Quốc                          | Không trao giải                        | Không trao giải       | Không trao giải                       |
| 2021 | Không trao giải · Tây Ban Nha                                             | Không trao giải · Nga                    | Không trao giải                                  | Không trao giải                        | Không trao giải       | Không trao giải                       |